# Oneiric Diary
Oneiric Diary — третий мини-альбом южнокорейско - японской проектной гёрл-группы IZ*ONE. Альбом был выпущен 15 июня 2020 года лейблом Off The Record Entertainment. Он доступен в трёх версиях: Diary, Oneiric и 3D, и состоит из восьми треков, включая ведущий сингл «Secret Story of the Swan».

## Предпосылки
12 мая было объявлено, что IZ*ONE вернутся летом с альбомом и выпустят 3-й сезон своего реалити-шоу Iz*One Chu. 19 мая было подтверждено, что группа выпустит свой третий мини-альбом Oneiric Diary 15 июня 15 июня компания объявила, что релиз музыкального видео будет перенесен на 16 июня, в то время как видео с выступлением и альбом будут выпущены в соответствии с первоначальным графиком. Группа провела шоукейс на втором канале Mnet M2.

## Коммерческий успех
22 июня стало известно, что альбом побил рекорд продаж за первую неделю на Hanteo среди женских групп: за первые 7 дней было продано 389 334 экземпляра.

## Список треков
| №                   | Название                                                                       | Текст песни                         | Музыка                  | Arrangement           | Длительность |
| ------------------- | ------------------------------------------------------------------------------ | ----------------------------------- | ----------------------- | --------------------- | ------------ |
| 1.                  | «Welcome» (Intro)                                                              | MosPick                             | MosPick                 | MosPick               | 1:25         |
| 2.                  | «Secret Story of the Swan» (환상동화; Hwansangdonghwa; lit. Fantasy Fairytale) | MosPick                             | MosPick                 | MosPick               | 3:12         |
| 3.                  | «Pretty»                                                                       | Bull$EyE real-fantasy Green         | real-fantasy Bull$EyE   | real-fantasy Bull$EyE | 3:19         |
| 4.                  | «Merry-Go-Round» (회전목마; Hoejeonmongma)                                     | Hitomi Honda                        | Jung Ho-hyun (e.one)    | Jung Ho-hyun (e.one)  | 3:00         |
| 5.                  | «Rococo»                                                                       | KZ B.O. PUYO                        | KZ HONEYSWEAT B.O. PUYO | KZ HONEYSWEAT         | 3:13         |
| 6.                  | «With*One»                                                                     | Iz*One                              | Psycho Rabbit           | Psycho Rabbit         | 3:39         |
| 7.                  | «Secret Story of the Swan (Japanese Ver.)» (幻想童話; Gensō Dōwa)              | MosPick Sakura Miyawaki Nako Yabuki | MosPick                 | MosPick               | 3:12         |
| 8.                  | «Merry-Go-Round (Japanese Ver.)»                                               | Hitomi Honda                        | Jung Ho-hyun (e.one)    | Jung Ho-hyun (e.one)  | 3:00         |
| Общая длительность: | Общая длительность:                                                            | Общая длительность:                 | Общая длительность:     | Общая длительность:   | 24:04        |

## Чарты
| Чарт (2020)              | Высшая позиция |
| ------------------------ | -------------- |
| Япония (Billboard Japan) | 3              |
| Япония (Oricon)          | 4              |
| Республика Корея (Gaon)  | 2              |

## Сертификация и продажи
| Регион                                                      | Сертификация  | Продажи  |
| ----------------------------------------------------------- | ------------- | -------- |
| Республика Корея (KMCA)                                     | 2× Платиновый | 500 000^ |
| ^ Данные о тиражах приведены только на основе сертификации. |               |          |

## История релиза
| Регион           | Дата              | Формат                           | Лейбл                                                  |
| ---------------- | ----------------- | -------------------------------- | ------------------------------------------------------ |
| Республика Корея | 15 июня 2020 года | CD цифровая дистрибуция стриминг | Off the Record Entertainment Stone Music Entertainment |
| Мир              | 15 июня 2020 года | Цифровая дистрибуция, стриминг   | Off the Record Entertainment Stone Music Entertainment |